# Schwendi im Weisstannental
Schwendi im Weisstannental ist eine Ortschaft im Weisstannental in der Gemeinde Mels im Kanton St. Gallen in der Schweiz. Schwendi gehört zur Ortsgemeinde Weisstannen.

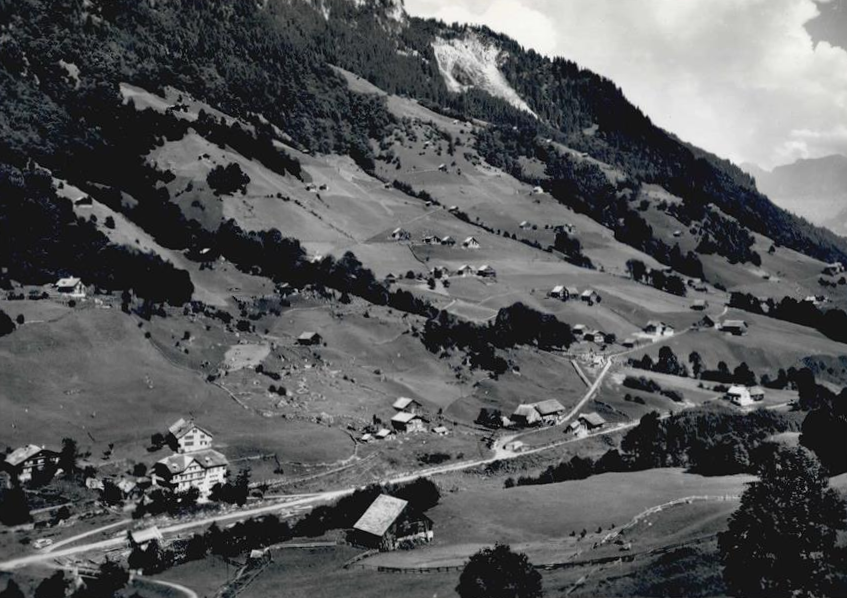
Historische Aufnahme von Schwendi mit Restaurant Mühle

Um 1300 siedelten sich die ersten Walser im Weisstannental an.
Auf die in einem Urbar der Grafschaft Sargans aus dem Jahr 1398 erwähnten freien Walser dürften die deutschsprachigen Flurnamen zurückgehen, die im Weisstannental neben den vorwiegend romanischen Ortsbezeichnungen zu finden sind. 1874 wurde die Fahrstrasse von Mels über Schwendi nach Weisstannen eingeweiht. Die Kapelle Mariä Himmelfahrt des Architekten Otto Glaus wurde 1953/54 erbaut.
Schwendi hat einen Dorfladen mit Produkten des Detailhändlers Migros und wird von der Linie Mels–Weisstannen des Bus Sarganserland Werdenberg im Stundentakt bedient.